# Anua grandidieri
Anua grandidieri là một loài bướm đêm trong họ Erebidae.